# 바딤 게라시모프
바딤 빅토로비치 게라시모프(러시아어: Вади́м Ви́кторович Гера́симов, 1969년 6월 15일~)는 러시아의 게임 디자이너, 프로그래머로 구글의 엔지니어이다. 1994년부터 2003년까지 MIT 미디어 랩에서 학업과 연구를 병행했다. 16살 때 유명한 비디오 게임 테트리스의 공동 개발자들 중 란 명이다. 게라시모프는 알렉세이 파지트노프의 오리지널 게임을 PC에 이식시켰고, 나중에 둘은 테트리스에 여러 기능을 부가했다. 바딤은 1992년 모스크바 대학교에서 응용수학으로 이공계 학사와 석사 학위를 획득했고, 1993년 MIT에서 Ph.D를 획득했다.